# Hans Berger
Hans Berger, född 21 maj 1873 i Neuses vid Coburg, Tyskland, död 1 juni 1941 i Jena, var en tysk läkare. Han blev ordinarie professor i psykiatri och neurologi samt överläkare vid kliniken för nervsjukdomar vid universitetet i Jena 1919. Berger påvisade 1929 att elektriska potentialförändringar i hjärnan kan registreras med elektroder placerade på huvudet. Han utvecklade en metod, elektroencefalografi (EEG), vilken gjorde det möjligt att studera hjärnans tillstånd hos levande personer.

## Biografi

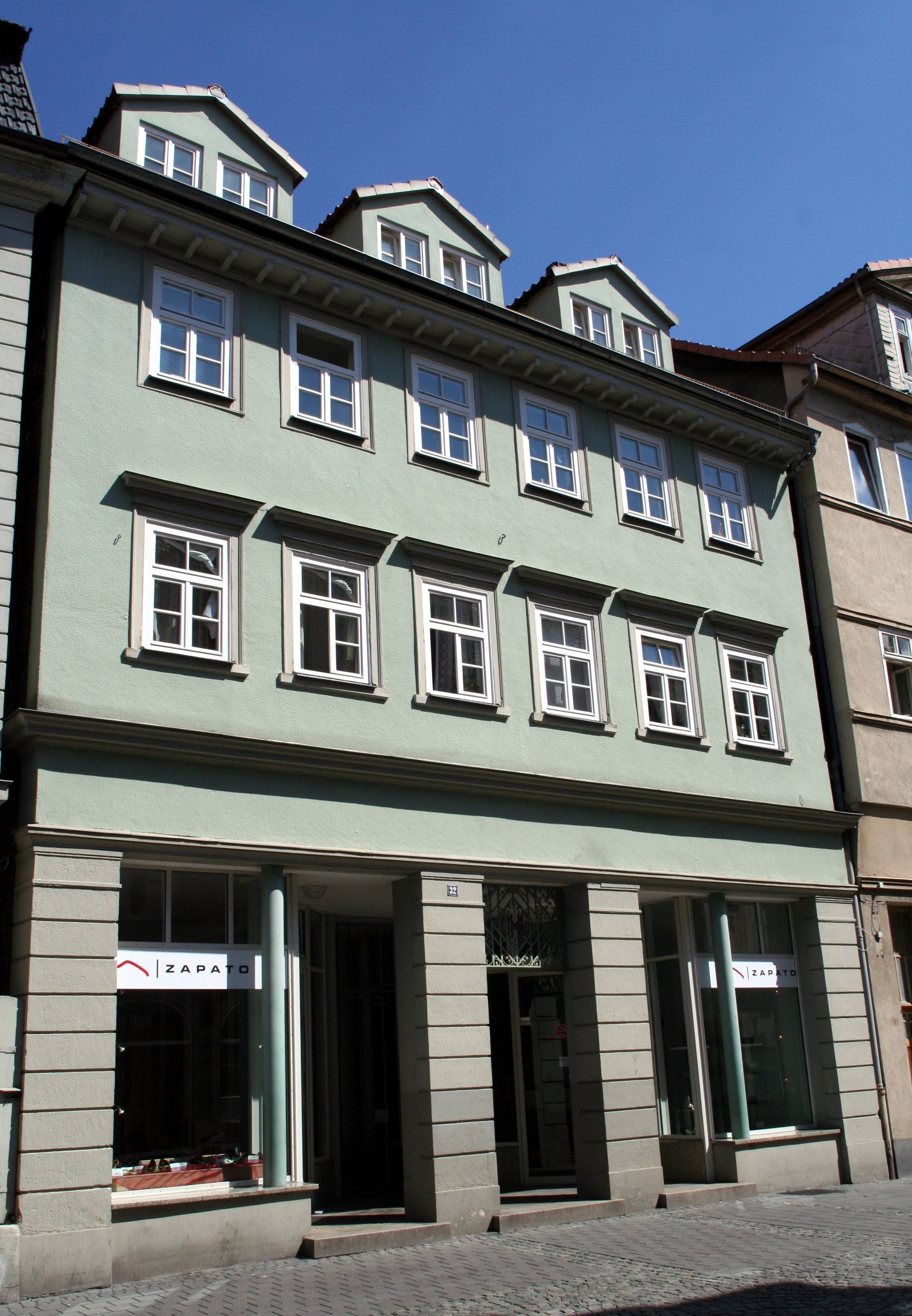
Bergers hem på Steinweg 32, Coburg

Berger var son till läkaren Paul Friedrich Berger, direktör för Coburger Landkrankenhaus. Han gick på Gymnasium Casimirianum i Coburg, där han tog examan 1892 med betyget "mycket bra". Han studerade sedan matematik och astronomi i Berlin innan han bytte till medicin, vilket ledde honom från Berlin till Jena. Där blev han blev medlem av Burschenschaft Arminia auf dem Burgkeller, Würzburg, fortsatte sedan till Kiel och slutligen tillbaka till Jena, där han också tog sin doktorsexamen. 

## Karriär
År 1897 började Berger sitt medicinska arbete i Jena som assistent på psykiatriska kliniken under ledning av Otto Binswanger. Hans överläkare vid den tiden var Theodor Ziehen. År 1901 habiliterade han med avhandlingen Zur Lehre von der Blutzirkulation in der Schädelhöhle des Menschen, namentlich unter dem Einfluß von Medikamenten.
År 1912 blev han överläkare och 1919 professor och efterträdare till Binswanger som chef för den psykiatriska kliniken. Åren 1927/28 innehade han ämbetet som rektor för Jena University. Hans rektorstal Über die Lokalisation im Großhirn var ett slags vetenskaplig trosbekännelse.
Berger var en stödjande medlem av SS och gick i pension 1938. Detta avslutade också hans arbete som medicinsk bedömare vid Hereditary Health High Court (EGOG) Jena, genom vilken han hade deltagit i tvångssteriliseringarna i nationalsocialistiska Tyskland. Efter utbrottet av andra världskriget, 1939, anförtroddes han återigen preliminärt med ledningen av kliniken. När den nazistiske rashygienisten Karl Astel 1941 bad honom att arbeta igen på EGOG, gick Berger med på det den 4 mars 1941 ("Jag är mycket glad över att åter få delta som bedömare vid Erbgesundheitsobergericht (Ärftlig hälsas högsta domstol) i Jena och tackar för det."), men det blev dock inte av.
Den 1 juni 1941, mellan 04:20 och 07:20 hängde sig Berger i södra flygeln på medicinska kliniken i Jena. Han bodde senast i sanatoriet för psykiskt sjuka människor i Bad Blankenburg, där han var ledare. Han begravdes i Jena. År 1940 nominerades Berger till Nobelpriset tre gånger, av totalt 65 nomineringar, och de andra två förslagen 1942 och 1947 utvärderades inte på grund av hans död.

## Vetenskapligt arbete

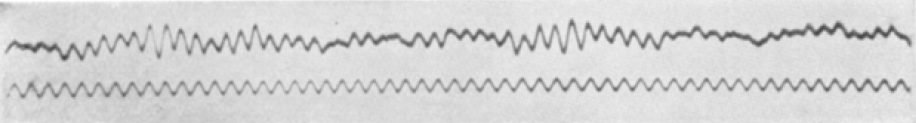
En tidig EEG-observation av Hans Berger

En upplevelse i hans ungdom, då han som 19-årig student råkade ut för en allvarlig olycka under en militärövning i Würzburg och undkom med nöd och näppe ett dödsfall, motiverade Berger att ägna sitt liv åt att titta in i en främmande själ. Det var en erfarenhet från området parapsykologi, som så att säga var elektroencefalografins vagga.
År 1902 började han experimentera på hjärnbarken hos hundar och katter. Han letade alltid efter sätt att objektifiera förhållandet mellan kropp och själ genom fysiska metoder. Han kan ses som en representant för psykodynamiken, som syftar till att överbrygga klyftan mellan natur och ande.
År 1924 började han utveckla en metod för att härleda "hjärnvågor" hos människor. Detta gjorde det möjligt att härleda elektrisk aktivitet från intakt hjärnbark hos en patient genom trepanation. Den 6 juli 1924 lyckades Berger registrera de första tillförlitliga resultaten – det första elektroencefalogrammet hade skapats.
Efter framgången fortsatte Berger att experimentera, tvivlade och började om. Det var inte förrän 1929 som han publicerade sin upptäckt. Hans arbete hade titeln Über das Elektrenkephalogramm des Menschen.
Hans banbrytande upptäckt tillämpades inte på många år. Det var inte förrän 1934 som den engelske neurofysiologen Edgar Douglas Adrian stötte på Bergers arbete och insåg betydelsen av upptäckten. Han gav alfagrundrytmen av den hjärnelektriska aktiviteten namnet Bergerrytm.

## Bibliografi (urval)

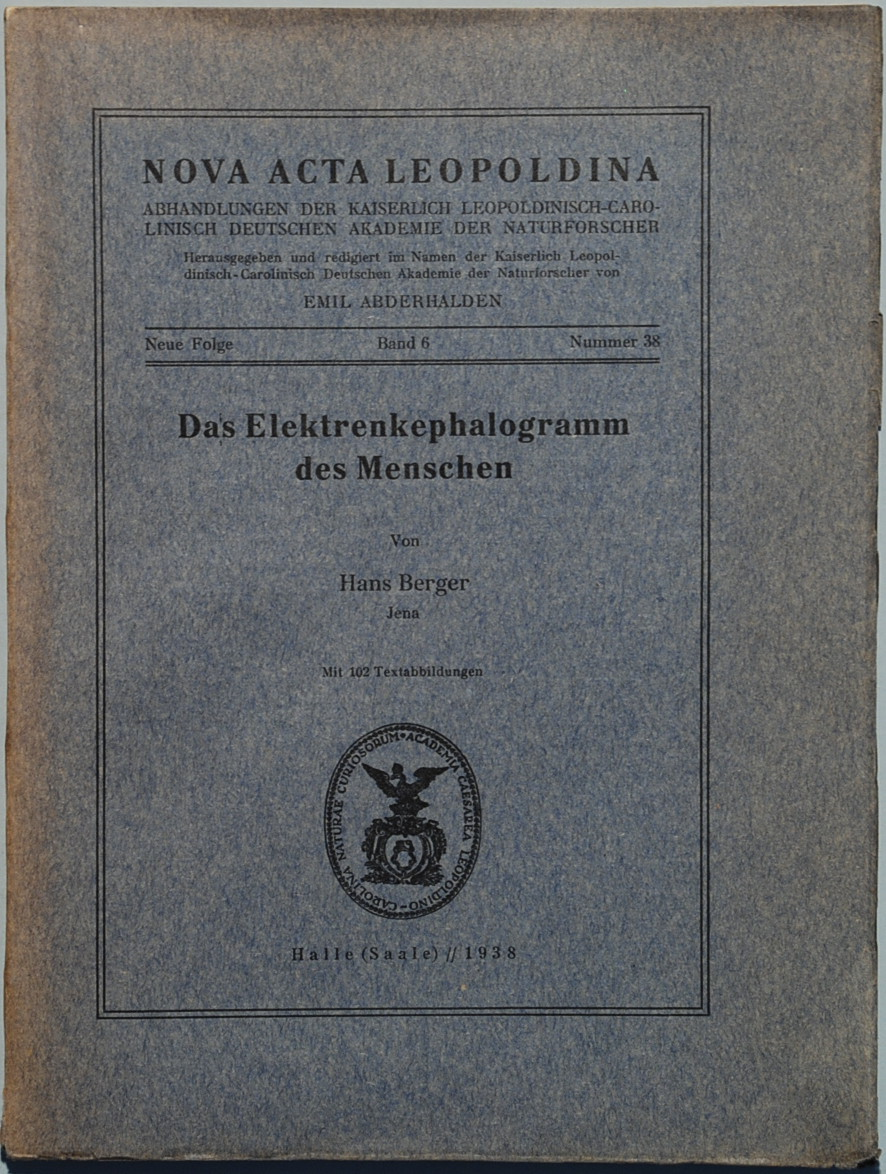
Original-Einband: Das Elektrenkephalogramm des Menschen

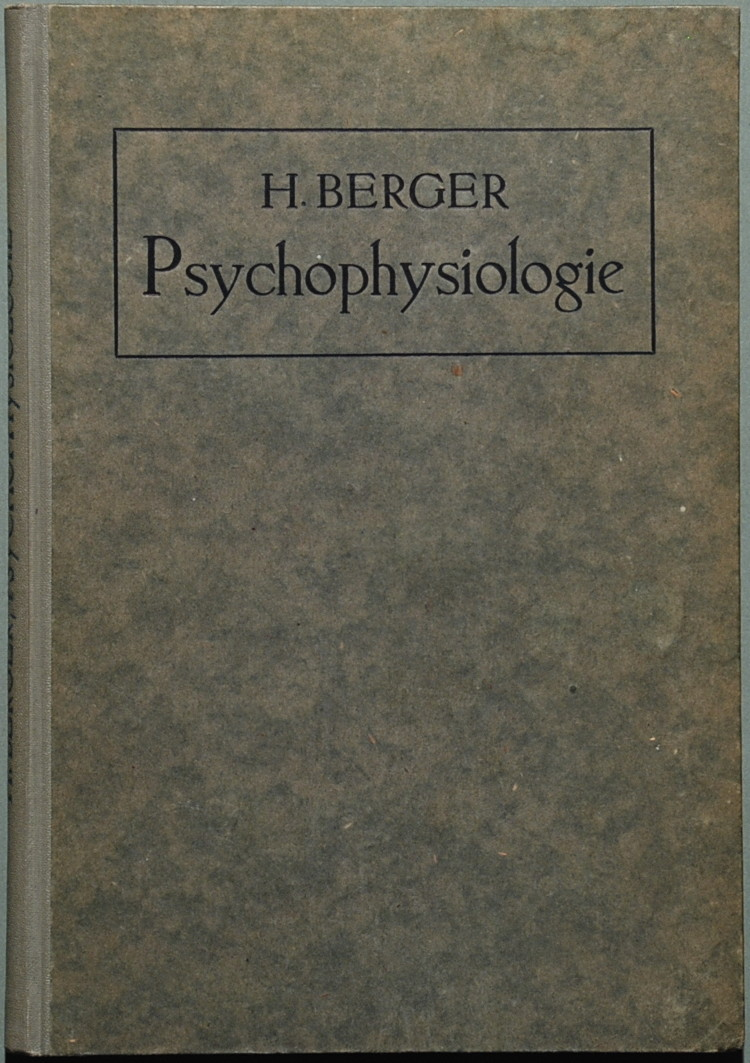
Original-Einband: Psychophysiologie

## Utmärkelser och hedersbetygelser

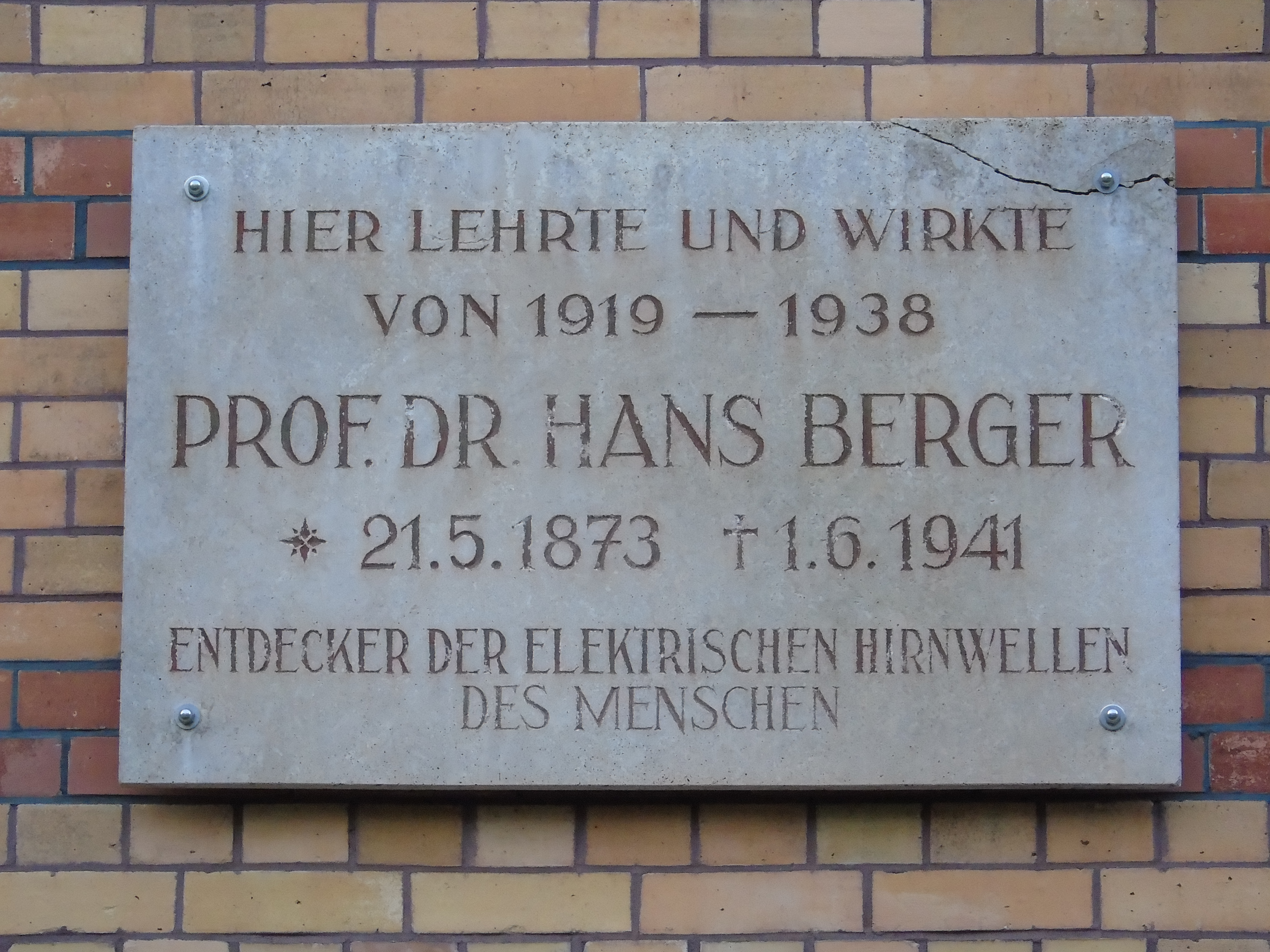
Minnesplakett, Universität Jena